# Neriene hammeni
Neriene hammeni là một loài nhện trong họ Linyphiidae.
Loài này thuộc chi Neriene. De hangmatspin được miêu tả năm 1963 bởi van Helsdingen.